# Liste der Naturdenkmale in Wiesenburg/Mark
Die Liste der Naturdenkmale in Wiesenburg/Mark nennt die Naturdenkmale in Wiesenburg/Mark im Landkreis Potsdam-Mittelmark in Brandenburg.
In den Spalten befinden sich folgende Informationen:
- Nr.: Identifizierungsnummer nach veröffentlichter Liste. Sie wird von der unteren Naturschutzbehörde des Landkreises oder der kreisfreien Stadt vergeben. Wenn sie bekannt ist, wird sie angegeben. In dieser Spalte kann sich zusätzlich das Wort Wikidata befinden, der entsprechende Link führt zu Angaben zu diesem Naturdenkmal bei Wikidata.
- Bezeichnung: Benennung des Naturdenkmals, in der Regel wird bei Bäume die Baumart genannt. Bekannte Eigennamen werden mit angegeben.
- Gemarkung: Ort oder Gemarkung, in der sich das Naturdenkmal befindet
- Lage: Nennt die Lage des Naturdenkmals im jeweiligen Ortsteil und die geografischen Koordinaten des Naturdenkmals. Link zu einem Kartenansichtstool, um Koordinaten zu setzen. In der Kartenansicht sind Naturdenkmale ohne Koordinaten mit einem roten beziehungsweise orangen Marker dargestellt und können in der Karte gesetzt werden. Denkmale ohne Bild sind mit einem blauen bzw. roten Marker gekennzeichnet, Denkmale mit Bild mit einem grünen beziehungsweise orangen Marker.
- Beschreibung: die Beschreibung des Naturdenkmales
- Schutzzweck: Erläutert den Grund der Unterschutzstellung
- Bild: Zeigt ein Bild des Naturdenkmales und gegebenenfalls ein Link zu weiteren Fotos im Medienarchiv Wikimedia Commons

## Grubo
| Bild                                    | Bezeichnung           | Lage | Beschreibung                                                             | Schutzzweck                                  | Nummer |
| --------------------------------------- | --------------------- | --- | ------------------------------------------------------------------------ | -------------------------------------------- | ------ |
| Weitere Bilder Fotos hochladen          | Linde 1               | Grubo, im Ort an der Hauptstraße, östlichste von vier Linden (52° 4′ 35,8″ N, 12° 31′ 23,3″ O)                   | Sommer-Linde (Tilia platyphyllos). Kronendurchmesser 22 m                | Seltenheit, Eigenart, Alter, Ortsbild        | 256-01 |
| Weitere Bilder Fotos hochladen          | Dorflinde 2           | Grubo, im Ort an der Hauptstraße, zweitöstlichste von vier Linden (52° 4′ 36,2″ N, 12° 31′ 19,4″ O)              | Winter-Linde (Tilia cordata). Kronendurchmesser 15 m                     | Seltenheit, Eigenart, Alter, Ortsbild        | 256-02 |
| Weitere Bilder Fotos hochladen          | Lindenstumpf 3        | Grubo, im Ort an der Hauptstraße, zweitwestlichster von vier Linden (52° 4′ 36,1″ N, 12° 31′ 17,7″ O)            | Sommer-Linde (Tilia platyphyllos). Kronendurchmesser 10 m                | Seltenheit, Eigenart                         | 256-03 |
| Weitere Bilder Fotos hochladen          | Linde 4               | Grubo, im Ort an der Hauptstraße, westlichste von vier Linden (52° 4′ 36,2″ N, 12° 31′ 17,1″ O)                  | Sommer-Linde (Tilia platyphyllos). Kronendurchmesser 25 m                | Seltenheit, Eigenart, Alter, Ortsbild        | 256-04 |
| Weitere Bilder Fotos hochladen          | Linde am Kindergarten | Grubo, im Ort, südlich der Kirche, auf dem Gelände des Kindergartens (52° 4′ 34,8″ N, 12° 31′ 29,8″ O)           | Linde (Tilia cf. vulgaris). Kronendurchmesser 15 m                       | Seltenheit, Eigenart, Ortsbild               | 256-05 |
| Direkt Bild zu diesem Denkmal hochladen | Kastanien-Reihe       | Grubo, () | 6 Gemeine Rosskastanien (Aesculus hippocastanum). Kronendurchmesser 18 m | Seltenheit, Eigenart                         | 256-06 |
| BW                                      | Wild-Birne            | Grubo, am Osthang des nördlichsten Teils der Brautrummel (52° 5′ 21,6″ N, 12° 32′ 22,4″ O)                       | Wild-Birne (Pyrus pyraster). Kronendurchmesser 11 m                      | Seltenheit, Eigenart                         | 256-07 |
| Weitere Bilder Fotos hochladen          | Eiche 2               | Grubo, Ortsteil Welsigke, ca. 200 m südlich des Forsthauses (52° 4′ 43,9″ N, 12° 30′ 0,5″ O)                     | Stiel-Eiche (Quercus robur). Kronendurchmesser 13 m                      | Seltenheit, Eigenart, Landschaftsbild        | 256-09 |
| Weitere Bilder Fotos hochladen          | Zwei Eichen           | Grubo, Ortsteil Welsigke, direkt hinter dem Forsthaus (52° 4′ 47,2″ N, 12° 29′ 58,9″ O)                          | 2 Stiel-Eichen (Quercus robur). Kronendurchmesser 16/18 m                | Seltenheit, Eigenart, Landschaftsbild        | 256-10 |
| BW                                      | Rot-Buche 1           | Grubo, Ortsteil Welsigke, 100 m südöstlich des Forsthauses (52° 4′ 48,1″ N, 12° 30′ 2,4″ O)                      | Rot-Buche (Fagus sylvatica). Kronendurchmesser 20 m                      | Seltenheit, Eigenart, Größe, Landschaftsbild | 256-11 |
| BW                                      | Rot-Buche 2           | Grubo, Ortsteil Welsigke, südlich hinter dem Forsthaus und hinter den 2 Eichen (52° 4′ 46,5″ N, 12° 29′ 59,1″ O) | Rot-Buche (Fagus sylvatica). Kronendurchmesser 18 m                      | Seltenheit, Eigenart, Landschaftsbild        | 256-12 |

## Jeserig/Fläming
| Bild                           | Bezeichnung                    | Lage | Beschreibung                                        | Schutzzweck                           | Nummer |
| ------------------------------ | ------------------------------ | --- | --------------------------------------------------- | ------------------------------------- | ------ |
| BW                             | Eiche 1 auf dem Feld "Gerölle" | Jeserig/Fläming, (52° 5′ 43,8″ N, 12° 27′ 33″ O)                                                                          | Stiel-Eiche (Quercus robur). Kronendurchmesser 15 m | Seltenheit, Eigenart, Landschaftsbild | 284-01 |
| BW                             | Eiche 2 auf dem Feld "Gerölle" | Jeserig/Fläming, (52° 5′ 45,3″ N, 12° 27′ 37,1″ O)                                                                        | Stiel-Eiche (Quercus robur). Kronendurchmesser 20 m | Seltenheit, Eigenart, Landschaftsbild | 284-02 |
| BW                             | Eiche 3 auf dem Feld "Gerölle" | Jeserig/Fläming, (52° 5′ 44,2″ N, 12° 27′ 37,8″ O)                                                                        | Stiel-Eiche (Quercus robur). Kronendurchmesser 18 m | Seltenheit, Eigenart, Landschaftsbild | 284-03 |
| BW                             | Eiche 1 in den Moderwiesen     | Jeserig/Fläming, (52° 5′ 54,1″ N, 12° 27′ 1,1″ O)                                                                         | Stiel-Eiche (Quercus robur). Kronendurchmesser 12 m | Seltenheit, Eigenart, Landschaftsbild | 284-04 |
| BW                             | Eiche 2 in den Moderwiesen     | Jeserig/Fläming, (52° 5′ 51,8″ N, 12° 26′ 57,2″ O)                                                                        | Stiel-Eiche (Quercus robur). Kronendurchmesser 17 m | Seltenheit, Eigenart, Landschaftsbild | 284-05 |
| Weitere Bilder Fotos hochladen | Dorf-Linde                     | Jeserig/Fläming, Ortslage hinter der Kirche, vor Eingang zum Kirchhof (52° 5′ 9,3″ N, 12° 27′ 8″ O)                       | Linde (Tilia cf. vulgaris). Kronendurchmesser 18 m  | Seltenheit, Eigenart, Ortsbild        | 284-06 |
| BW                             | Rot-Buche                      | Jeserig/Fläming, nordwestlich von Jeserig, zwischen Straße und "Spuklöchern" (52° 5′ 34,8″ N, 12° 26′ 18,4″ O)            | Rot-Buche (Fagus sylvatica). Kronendurchmesser 25 m | Seltenheit, Eigenart, Wuchs           | 284-07 |
| Weitere Bilder Fotos hochladen | Eiche                          | Jeserig/Fläming, im Kreisverkehr; 300 m südlich des Bahnübergangs am Bahnhof Wiesenberg (52° 5′ 46,8″ N, 12° 25′ 46,6″ O) | Stiel-Eiche (Quercus robur). Kronendurchmesser 19 m | Seltenheit, Eigenart, Landschaftsbild | 284-08 |

## Jeserigerhütten
| Bild | Bezeichnung         | Lage | Beschreibung                                              | Schutzzweck                                  | Nummer |
| ---- | ------------------- | --- | --------------------------------------------------------- | -------------------------------------------- | ------ |
| BW   | Rot-Buche           | Jeserigerhütten, ca. 500 m südöstlich der Ortslage Jeserigerhütten (52° 3′ 52,8″ N, 12° 27′ 55,9″ O)                                        | Rot-Buche (Fagus sylvatica). Kronendurchmesser 20 m       | Seltenheit, Eigenart, Größe, Landschaftsbild | 288-01 |
| BW   | Kiefer              | Jeserigerhütten, 150 m nördlich vom Ortsteil Setzsteig, nahe dem alten Friedhof, oberhalb einer Kuhle (52° 1′ 49,1″ N, 12° 26′ 34,9″ O)     | Gemeine Kiefer (Pinus sylvestris). Kronendurchmesser 16 m | Seltenheit, Eigenart, Wuchs                  | 288-02 |
| BW   | Eiche 1 am Friedhof | Jeserigerhütten, ca. 180 m nordöstlich vom Ortsteil Setzsteig, zwischen Friedhof und Kiefer (52° 1′ 50,7″ N, 12° 26′ 35,8″ O)               | Stiel-Eiche (Quercus robur). Kronendurchmesser 17 m       | Seltenheit, Eigenart, Größe                  | 288-03 |
| BW   | Eiche 2 am Friedhof | Jeserigerhütten, ca. 200 m nordöstlich vom Ortsteil Setzsteig, auf altem Friedhof, neben einem alten Grab (52° 1′ 50,8″ N, 12° 26′ 37,4″ O) | Stiel-Eiche (Quercus robur). Kronendurchmesser 15 m       | Seltenheit, Eigenart, Wuchs                  | 288-04 |
| BW   | Eiche 3 am Friedhof | Jeserigerhütten, in dichtem Fliedergebüsch (52° 1′ 49,6″ N, 12° 26′ 36,9″ O)                                                                | Stiel-Eiche (Quercus robur). Kronendurchmesser 19 m       | Seltenheit, Eigenart, Landschaftsbild        | 288-05 |
| BW   | Eiche               | Jeserigerhütten, 200 m nördlich vom Ortsteil Setzsteig (52° 1′ 52,2″ N, 12° 26′ 24,1″ O)                                                    | Stiel-Eiche (Quercus robur). Kronendurchmesser 19 m       | Seltenheit, Eigenart, Größe, Landschaftsbild | 288-06 |
| BW   | Eiche               | Jeserigerhütten, Ortslage des Ortsteils Setzsteig (52° 1′ 42,3″ N, 12° 26′ 22,2″ O)                                                         | Stiel-Eiche (Quercus robur). Kronendurchmesser 23 m       | Seltenheit, Eigenart, Wuchs, Landschaftsbild | 288-07 |
| BW   | Dorf-Linde          | Jeserigerhütten, Ortsteil Spring, im Dorf (52° 3′ 58,7″ N, 12° 26′ 16,8″ O)                                                                 | Winter-Linde (Tilia cordata). Kronendurchmesser 13 m      | Seltenheit, Eigenart, Ortsbild               | 288-08 |
| BW   | Rot-Buche           | Jeserigerhütten, Ortsteil Spring, hinter dem Forsthaus (52° 3′ 53,7″ N, 12° 26′ 12,8″ O)                                                    | Rot-Buche (Fagus sylvatica). Kronendurchmesser 24 m       | Seltenheit, Eigenart, Größe, Landschaftsbild | 288-10 |
| BW   | Douglasie           | Jeserigerhütten, Ortsteil Spring, nordwestlich des Forsthauses (52° 3′ 57″ N, 12° 26′ 13,1″ O)                                              | Douglasie (Pseudotsuga menziesii). Kronendurchmesser 15 m | Seltenheit, Eigenart, Ortsbild               | 288-11 |

## Medewitz
| Bild | Bezeichnung | Lage | Beschreibung                                              | Schutzzweck                           | Nummer |
| ---- | ----------- | --- | --------------------------------------------------------- | ------------------------------------- | ------ |
| BW   | Rot-Buche   | Medewitzerhütten, ehemaliges Jagdschloss, am Ende der mittleren Roteichen-Allee (52° 4′ 27,4″ N, 12° 22′ 11,8″ O) | Rot-Buche (Fagus sylvatica). Kronendurchmesser 25 m       | Seltenheit, Eigenart, Landschaftsbild | 388-02 |
| BW   | Kiefer      | Medewitz, 2,8 km westlich vom Ortsteil Spring (52° 2′ 47,7″ N, 12° 24′ 33,4″ O)                                   | Gemeine Kiefer (Pinus sylvestris). Kronendurchmesser 11 m | Seltenheit, Eigenart, Landschaftsbild | 388-03 |

## Reetz
| Bild | Bezeichnung    | Lage | Beschreibung                                                     | Schutzzweck                                  | Nummer |
| ---- | -------------- | --- | ---------------------------------------------------------------- | -------------------------------------------- | ------ |
| BW   | Sommer-Linde   | Reetz, auf dem Dorfplatz, neben dem Feuerwehrhaus (52° 6′ 40,4″ N, 12° 22′ 13,8″ O) | Sommer-Linde (Tilia platyphyllos). Kronendurchmesser 19 m        | Seltenheit, Eigenart, Ortsbild               | 512-02 |
| BW   | Winter-Linde   | Reetz, im Pfarrgarten, nördlich der Kirche (52° 6′ 40″ N, 12° 22′ 16,5″ O) | Winter-Linde (Tilia cordata). Kronendurchmesser 20 m             | Seltenheit, Eigenart, Größe, Ortsbild        | 512-03 |
| BW   | Silber-Weide 1 | Reetz, Ortsteil Mahlsdorf, 1 km nördlich der Ortsmitte von Reetz, ca. 650 m westlich von Mahlsdorf, am nördlichen Grabenufer, eine von zwei alten Solitär-Weiden (52° 7′ 2,2″ N, 12° 22′ 22,5″ O)                 | Silber-Weide (Salix alba). Kronendurchmesser 28 m                | Seltenheit, Eigenart, Größe, Landschaftsbild | 512-04 |
| BW   | Silber-Weide 2 | Reetz, Ortsteil Mahlsdorf, 1 km nördlich der Ortsmitte von Reetz, ca. 600 m westlich von Mahlsdorf, am südlichen Grabenufer, eine von zwei alten Solitär-Weiden, nahe einer Brücke (52° 7′ 2″ N, 12° 22′ 21,8″ O) | Silber-Weide (Salix alba). Kronendurchmesser 28 m                | Seltenheit, Eigenart, Größe, Landschaftsbild | 512-05 |
| BW   | zwei Eichen    | Reetz, Ortsteil Mahlsdorf, ca. 150 m östlich des Schlosses (52° 7′ 0,1″ N, 12° 22′ 46,5″ O) | 2 Stiel-Eichen (Quercus robur). Kronendurchmesser insgesamt 30 m | Seltenheit, Eigenart, Größe, Landschaftsbild | 512-07 |
| BW   | Eiche 1        | Reetz, Ortsteil Zipsdorf, nordwestlich neben dem ehemaligen Forsthaus (52° 6′ 1,3″ N, 12° 18′ 58,2″ O) | Stiel-Eiche (Quercus robur). Kronendurchmesser 38 m              | Seltenheit, Eigenart, Größe, Landschaftsbild | 512-10 |
| BW   | Eiche 2        | Reetz, Ortsteil Zipsdorf, südöstlich neben dem ehemaligen Forsthaus (52° 6′ 0,4″ N, 12° 18′ 59,3″ O) | Stiel-Eiche (Quercus robur). Kronendurchmesser 25 m              | Seltenheit, Eigenart, Größe, Landschaftsbild | 512-11 |

## Reetzerhütten
| Bild                           | Bezeichnung  | Lage | Beschreibung                                                                                              | Schutzzweck                                  | Nummer |
| ------------------------------ | ------------ | --- | --- | -------------------------------------------- | ------ |
| Weitere Bilder Fotos hochladen | Rot-Buche    | Reetzerhütten, Ortsteil Alte Hölle, am südlichen Ortsausgang (52° 7′ 3,1″ N, 12° 24′ 22,5″ O)                                  | Rot-Buche (Fagus sylvatica). Kronendurchmesser 22 m; im Oktober 2021 war das Naturdenkmal bereits gefällt | Seltenheit, Eigenart, Größe, Landschaftsbild | 516-01 |
| Weitere Bilder Fotos hochladen | Winter-Linde | Reetzerhütten, im Ortsteil Alte Hölle, am südlichen Grundstücksgrenze des Hotelgeländes (52° 7′ 3,9″ N, 12° 24′ 24,9″ O)       | Winter-Linde (Tilia cordata). Kronendurchmesser 18 m                                                      | Seltenheit, Eigenart, Größe, Landschaftsbild | 516-02 |
| Weitere Bilder Fotos hochladen | Sommer-Linde | Reetzerhütten, im Ortsteil Alte Hölle, auf dem Hotelgelände (52° 7′ 6,5″ N, 12° 24′ 23,9″ O)                                   | Sommer-Linde (Tilia platyphyllos). Kronendurchmesser 18 m                                                 | Seltenheit, Eigenart, Größe, Ortsbild        | 516-03 |
| BW                             | Lärche       | Reetzerhütten, östlich des Ortsteils Alte Hölle, 20 m östlich des Waldwegs im Buchenmischwald (52° 7′ 8,3″ N, 12° 24′ 31,3″ O) | Europäische Lärche (Larix cf. decidua). Kronendurchmesser 15 m                                            | Seltenheit, Eigenart, Größe                  | 516-04 |

## Schlamau
| Bild                                    | Bezeichnung        | Lage | Beschreibung                                                          | Schutzzweck                                  | Nummer |
| --------------------------------------- | ------------------ | --- | --------------------------------------------------------------------- | -------------------------------------------- | ------ |
| BW                                      | Eiche 1 am Teich   | Schlamau, Ortsteil Steinsdorf, Nordufer des nördlich von Steinsdorf gelegenen Teichs (52° 9′ 34,7″ N, 12° 30′ 4,8″ O) | Stiel-Eiche (Quercus robur). Kronendurchmesser 19 m                   | Seltenheit, Eigenart, Größe, Landschaftsbild | 576-03 |
| BW                                      | Eiche 2 am Teich   | Schlamau, Ortsteil Steinsdorf, Ostufer des nördlich von Steinsdorf gelegenen Teichs (52° 9′ 33,2″ N, 12° 30′ 4,3″ O)  | Stiel-Eiche (Quercus robur). Kronendurchmesser 19 m                   | Seltenheit, Eigenart, Größe, Landschaftsbild | 576-04 |
| BW                                      | Eiche              | Schlamau, im Ortsteil Steinsdorf, westlich vom Schafstall (52° 9′ 28,7″ N, 12° 29′ 58,2″ O)                           | Stiel-Eiche (Quercus robur). Kronendurchmesser 17 m                   | Seltenheit, Eigenart, Landschaftsbild        | 576-05 |
| Direkt Bild zu diesem Denkmal hochladen | Kastanie           | Schlamau, () | Gemeine Rosskastanie (Aesculus hippocastanum). Kronendurchmesser 16 m | Seltenheit, Eigenart, Ortsbild               | 576-06 |
| BW                                      | Rot-Buche 1        | Schlamau, ca. 350 m nördlich des Ortsteils Arensnest (52° 9′ 19,4″ N, 12° 26′ 19″ O)                                  | Rot-Buche (Fagus sylvatica). Kronendurchmesser 25 m                   | Seltenheit, Eigenart, Landschaftsbild        | 576-08 |
| BW                                      | Rot-Buche 2        | Schlamau, südwestlich des Ortsteils Arensnest (52° 9′ 2,5″ N, 12° 26′ 3,8″ O)                                         | Rot-Buche (Fagus sylvatica). Kronendurchmesser 22 m                   | Seltenheit, Eigenart, Landschaftsbild        | 576-09 |
| BW                                      | vier Eichen am Weg | Schlamau, südwestlich des Ortsteils Arensnest (52° 9′ 2,3″ N, 12° 26′ 5,4″ O)                                         | 4 Stiel-Eichen (Quercus robur). Kronendurchmesser 22/15/14/16 m       | Seltenheit, Eigenart, Größe, Landschaftsbild | 576-10 |
| BW                                      | Eiche 5            | Schlamau, südwestlich des Ortsteils Arensnest (52° 9′ 3,1″ N, 12° 26′ 4,3″ O)                                         | Stiel-Eiche (Quercus robur). Kronendurchmesser 16 m                   | Seltenheit, Eigenart, Größe                  | 576-11 |

## Wiesenburg
| Bild                                    | Bezeichnung                  | Lage | Beschreibung                                                       | Schutzzweck                                  | Nummer |
| --------------------------------------- | ---------------------------- | --- | ------------------------------------------------------------------ | -------------------------------------------- | ------ |
| BW                                      | Eiche 1 auf "Gerölle"        | Wiesenburg, (52° 6′ 9,1″ N, 12° 27′ 54,9″ O) | Stiel-Eiche (Quercus robur). Kronendurchmesser 18 m                | Seltenheit, Eigenart, Landschaftsbild        | 664-01 |
| BW                                      | Eiche 2 auf "Gerölle"        | Wiesenburg, (52° 6′ 2,9″ N, 12° 27′ 50,5″ O) | Stiel-Eiche (Quercus robur). Kronendurchmesser 18 m                | Seltenheit, Eigenart, Größe, Landschaftsbild | 664-02 |
| BW                                      | Eiche 3 auf "Gerölle"        | Wiesenburg, (52° 6′ 1,4″ N, 12° 27′ 53,7″ O) | Stiel-Eiche (Quercus robur). Kronendurchmesser 12 m                | Seltenheit, Eigenart, Größe, Landschaftsbild | 664-03 |
| BW                                      | Eiche 4 auf "Gerölle"        | Wiesenburg, (52° 5′ 59,4″ N, 12° 27′ 57,4″ O) | Stiel-Eiche (Quercus robur). Kronendurchmesser 20 m                | Seltenheit, Eigenart, Größe, Landschaftsbild | 664-04 |
| BW                                      | Eiche 5 auf "Gerölle"        | Wiesenburg, (52° 5′ 53,9″ N, 12° 27′ 48,1″ O) | Stiel-Eiche (Quercus robur). Kronendurchmesser 20 m                | Seltenheit, Eigenart, Größe, Landschaftsbild | 664-05 |
| BW                                      | Eiche                        | Wiesenburg, Südrand von Wiesenburg, an der Weggabelung Jeserig/Grubo (52° 6′ 30,7″ N, 12° 27′ 18,8″ O)                                                                                   | Stiel-Eiche (Quercus robur). Kronendurchmesser 17 m                | Seltenheit, Eigenart, Ortsbild               | 664-06 |
| BW                                      | drei Eichen am "Ochsenstall" | Wiesenburg, ca. 1,2 km südlich der Ortsmitte (52° 6′ 19″ N, 12° 27′ 29,5″ O) | Stiel- u.Trauben-Eiche. Kronendurchmesser 25/13/17 m               | Seltenheit, Eigenart, Größe, Landschaftsbild | 664-07 |
| BW                                      | Eiche 1 "Fünf Eichen"        | Wiesenburg, Südrand von Wiesenburg, sog. "Fabrik" (52° 6′ 31,9″ N, 12° 27′ 23,3″ O) | Stiel-Eiche (Quercus robur). Kronendurchmesser 20 m                | Seltenheit, Eigenart, Größe, Landschaftsbild | 664-08 |
| BW                                      | Eiche 2 "Fünf Eichen"        | Wiesenburg, Südrand von Wiesenburg, sog. "Fabrik" (52° 6′ 31,6″ N, 12° 27′ 23,5″ O) | Stiel-Eiche (Quercus robur). Kronendurchmesser 22 m                | Seltenheit, Eigenart, Größe, Landschaftsbild | 664-09 |
| BW                                      | Eiche 3 "Fünf Eichen"        | Wiesenburg, Südrand von Wiesenburg, sog. "Fabrik" (52° 6′ 31″ N, 12° 27′ 23,8″ O) | Stiel-Eiche (Quercus robur). Kronendurchmesser 20 m                | Seltenheit, Eigenart, Größe, Landschaftsbild | 664-10 |
| BW                                      | Eiche 4 "Fünf Eichen"        | Wiesenburg, Südrand von Wiesenburg, sog. "Fabrik" (52° 6′ 30,7″ N, 12° 27′ 23,8″ O) | Stiel-Eiche (Quercus robur). Kronendurchmesser 16 m                | Seltenheit, Eigenart, Größe, Landschaftsbild | 664-11 |
| BW                                      | Eiche 5 "Fünf Eichen"        | Wiesenburg, Südrand von Wiesenburg, sog. "Fabrik" (52° 6′ 31,3″ N, 12° 27′ 23,6″ O) | Stiel-Eiche (Quercus robur). Kronendurchmesser 15 m                | Seltenheit, Eigenart, Größe, Landschaftsbild | 664-12 |
| BW                                      | Eiche am Teich               | Wiesenburg, südlicher Ortsrand, sog. "Fabrik", östlich der H.-Boßdorf-Straße (52° 6′ 35,1″ N, 12° 27′ 23,1″ O)                                                                           | Stiel-Eiche (Quercus robur). Kronendurchmesser 18 m                | Seltenheit, Eigenart, Größe, Landschaftsbild | 664-13 |
| BW                                      | Eiche                        | Wiesenburg, südlich des unteren Borner Weges, auf einer Weide (52° 6′ 40,4″ N, 12° 27′ 43,4″ O)                                                                                          | Stiel-Eiche (Quercus robur). Kronendurchmesser 20 m                | Seltenheit, Eigenart, Größe, Landschaftsbild | 664-14 |
| BW                                      | Linde                        | Wiesenburg, ca. 1,8 km östlich der Ortsmitte am Unteren Borner Weg zum ehem. Haltepunkt (52° 6′ 34,4″ N, 12° 28′ 58,6″ O)                                                                | Linde (Tilia cf. vulgaris). Kronendurchmesser 20 m                 | Seltenheit, Eigenart, Größe, Landschaftsbild | 664-15 |
| BW                                      | Eiche auf Galgenberg         | Wiesenburg, ca. 1,5 km nordöstlich der Ortsmitte, auf sog. Galgenberg (52° 7′ 5,1″ N, 12° 28′ 35,9″ O)                                                                                   | Stiel-Eiche (Quercus robur). Kronendurchmesser 18 m                | Seltenheit, Eigenart, Landschaftsbild        | 664-16 |
| BW                                      | Eiche                        | Wiesenburg, ca. 500 m westlich des westlichen Ortsausgangs von Wiesenburg (52° 7′ 0,5″ N, 12° 26′ 30,1″ O)                                                                               | Stiel-Eiche (Quercus robur). Kronendurchmesser 20 m                | Seltenheit, Eigenart, Größe, Landschaftsbild | 664-17 |
| BW                                      | vielstämmige Hain-Buche      | Wiesenburg, westlich des Schlossparks (52° 6′ 42,6″ N, 12° 26′ 49,7″ O) | Hain-Buche (Carpinus betulus). Kronendurchmesser 27 m              | Seltenheit, Eigenart, Wuchs, Landschaftsbild | 664-18 |
| BW                                      | Eiche 1 (Kläranlage)         | Wiesenburg, ca. 1,6 km südlich der Ortsmitte, südlich des Kläranlagengeländes (52° 6′ 10,1″ N, 12° 27′ 4,8″ O)                                                                           | Stiel-Eiche (Quercus robur). Kronendurchmesser 27 m                | Seltenheit, Eigenart, Wuchs, Landschaftsbild | 664-19 |
| BW                                      | Eiche 2 (Kläranlage)         | Wiesenburg, (52° 6′ 11,5″ N, 12° 27′ 3,4″ O) | Stiel-Eiche (Quercus robur). Kronendurchmesser 18 m                | Seltenheit, Eigenart, Wuchs, Landschaftsbild | 664-20 |
| BW                                      | Eiche 3 (Kläranlage)         | Wiesenburg, (52° 6′ 11,8″ N, 12° 27′ 4,2″ O) | Stiel-Eiche (Quercus robur). Kronendurchmesser 20 m                | Seltenheit, Eigenart, Wuchs, Landschaftsbild | 664-21 |
| BW                                      | Eiche 4 (Kläranlage)         | Wiesenburg, (52° 6′ 19,5″ N, 12° 26′ 59,3″ O) | Stiel-Eiche (Quercus robur). Kronendurchmesser 23 m                | Seltenheit, Eigenart, Wuchs, Landschaftsbild | 664-22 |
| BW                                      | Eiche 5 (Kläranlage)         | Wiesenburg, (52° 6′ 20″ N, 12° 26′ 56,6″ O) | Stiel-Eiche (Quercus robur). Kronendurchmesser 20 m                | Seltenheit, Eigenart, Landschaftsbild        | 664-23 |
| BW                                      | Eiche 6 (Kläranlage)         | Wiesenburg, (52° 6′ 21,2″ N, 12° 26′ 56,5″ O) | Stiel-Eiche (Quercus robur). Kronendurchmesser 20 m                | Seltenheit, Eigenart, Landschaftsbild        | 664-24 |
| BW                                      | Eiche 7 (Kläranlage)         | Wiesenburg, (52° 6′ 21,5″ N, 12° 26′ 56,4″ O) | Stiel-Eiche (Quercus robur). Kronendurchmesser 20 m                | Seltenheit, Eigenart, Landschaftsbild        | 664-25 |
| BW                                      | Eiche 8 (Kläranlage)         | Wiesenburg, (52° 6′ 21,9″ N, 12° 26′ 56,6″ O) | Stiel-Eiche (Quercus robur). Kronendurchmesser 15 m                | Seltenheit, Eigenart, Landschaftsbild        | 664-26 |
| BW                                      | Eiche 9 (Kläranlage)         | Wiesenburg, (52° 6′ 18,4″ N, 12° 26′ 47,5″ O) | Stiel-Eiche (Quercus robur). Kronendurchmesser 25 m                | Seltenheit, Eigenart, Landschaftsbild        | 664-27 |
| BW                                      | Eiche 10 (Kläranlage)        | Wiesenburg, (52° 6′ 18,1″ N, 12° 26′ 42,6″ O) | Stiel-Eiche (Quercus robur). Kronendurchmesser 25 m                | Seltenheit, Eigenart, Landschaftsbild        | 664-28 |
| BW                                      | Eiche 2 am Kindergarten      | Wiesenburg, östlich vom Kindergarten (ehem. Luisenstift) und Spielplatz (52° 6′ 45,2″ N, 12° 27′ 30,3″ O)                                                                                | Stiel-Eiche (Quercus robur). Kronendurchmesser 25 m                | Seltenheit, Eigenart, Größe, Ortsbild        | 664-30 |
| BW                                      | Eiche 3 am Kindergarten      | Wiesenburg, südöstlich des Kindergartens (ehem. Luisenstift), hinter dem südlichen Zaun, oberhalb an einem Hang (52° 6′ 44,4″ N, 12° 27′ 28,7″ O)                                        | Stiel-Eiche (Quercus robur). Kronendurchmesser 12 m                | Seltenheit, Eigenart, Größe, Ortsbild        | 664-31 |
| BW                                      | Eichen 4 - 6 am Kindergarten | Wiesenburg, südlich des Kindergartens (ehem. Luisenstift), hinter dem südlichen Zaun, an einem Hang (52° 6′ 44,1″ N, 12° 27′ 25,2″ O)                                                    | Stiel-Eiche (Quercus robur). Kronendurchmesser zusammen 30 m       | Seltenheit, Eigenart, Größe, Landschaftsbild | 664-32 |
| BW                                      | Blut-Buche (Park)            | Wiesenburg, südwestlich der Ortsmitte, 400 m südlich der Poliklinik, südlich des Sportplatzes im Schlossparkbereich, an Weggabelung Kläranlage/Bahnhof (52° 6′ 23,1″ N, 12° 26′ 29,9″ O) | Blut-Buche (Fagus sylvatica var. rubra). Kronendurchmesser 33 m    | Seltenheit, Eigenart, Wuchs, Landschaftsbild | 664-33 |
| Direkt Bild zu diesem Denkmal hochladen | Rot-Buche 1 (Park)           | Wiesenburg, () | Rot-Buche (Fagus sylvatica). Kronendurchmesser 19 m                | Seltenheit, Eigenart, Größe                  | 664-34 |
| BW                                      | Rot-Buche 2 (Park)           | Wiesenburg, Rot-Buche am Steintisch (52° 6′ 38,5″ N, 12° 26′ 58,2″ O) | Rot-Buche (Fagus sylvatica). Kronendurchmesser 22 m                | Seltenheit, Eigenart, Größe, Landschaftsbild | 664-35 |
| BW                                      | Rot-Buche 3 (Park)           | Wiesenburg, Rot-Buche Nähe Tennisplatz (52° 6′ 37,9″ N, 12° 27′ 0,7″ O) | Blut-Buche (Fagus sylvatica). Kronendurchmesser 27 m               | Seltenheit, Eigenart, Größe, Landschaftsbild | 664-36 |
| BW                                      | Trauerbuche (Park)           | Wiesenburg, südlich des Schlosses im Park, am Südufer des nördlichen Parkteichs (52° 6′ 40,1″ N, 12° 27′ 4,1″ O)                                                                         | Hänge-Buche (Fagus sylvatica var. pendula). Kronendurchmesser 16 m | Seltenheit, Eigenart, Größe, Landschaftsbild | 664-38 |
| BW                                      | Esche (Schloss)              | Wiesenburg, vor dem Eingang zum Schloss (52° 6′ 47,5″ N, 12° 27′ 11″ O) | Gemeine Esche (Fraxinus excelsior). Kronendurchmesser 20 m         | Seltenheit, Eigenart, Wuchs, Ortsbild        | 664-39 |
| BW                                      | Eiche 1 (Bahnhof)            | Wiesenburg, 300 m östlich des Bahnhofs Wiesenburg, nördlich der Bahn (52° 5′ 56,6″ N, 12° 26′ 14,1″ O)                                                                                   | Stiel-Eiche (Quercus robur). Kronendurchmesser 13 m                | Seltenheit, Eigenart, Größe, Landschaftsbild | 664-40 |
| BW                                      | Eiche 2 (Bahnhof)            | Wiesenburg, (52° 5′ 57,1″ N, 12° 26′ 14″ O) | Stiel-Eiche (Quercus robur). Kronendurchmesser 13 m                | Seltenheit, Eigenart, Größe, Landschaftsbild | 664-41 |
| BW                                      | Eiche 3 (Bahnhof)            | Wiesenburg, (52° 5′ 57,9″ N, 12° 26′ 11,7″ O) | Stiel-Eiche (Quercus robur). Kronendurchmesser 25 m                | Seltenheit, Eigenart, Größe, Landschaftsbild | 664-42 |
| BW                                      | Eiche 4 (Bahnhof)            | Wiesenburg, (52° 5′ 58,3″ N, 12° 26′ 10,6″ O) | Stiel-Eiche (Quercus robur). Kronendurchmesser 21 m                | Seltenheit, Eigenart, Größe, Landschaftsbild | 664-43 |
| BW                                      | Eiche 5 (Bahnhof)            | Wiesenburg, (52° 5′ 58,5″ N, 12° 26′ 9,7″ O) | Stiel-Eiche (Quercus robur). Kronendurchmesser 15 m                | Seltenheit, Eigenart, Größe, Landschaftsbild | 664-44 |
| BW                                      | Eiche 6 (Bahnhof)            | Wiesenburg, (52° 6′ 3,6″ N, 12° 26′ 10,9″ O) | Stiel-Eiche (Quercus robur). Kronendurchmesser 27 m                | Seltenheit, Eigenart, Größe, Landschaftsbild | 664-45 |
| BW                                      | Eiche 7 (Bahnhof)            | Wiesenburg, (52° 5′ 59″ N, 12° 26′ 25,7″ O) | Stiel-Eiche (Quercus robur). Kronendurchmesser 23 m                | Seltenheit, Eigenart, Größe, Landschaftsbild | 664-46 |
| BW                                      | Eiche 8 (Bahnhof)            | Wiesenburg, (52° 5′ 58″ N, 12° 26′ 23,3″ O) | Stiel-Eiche (Quercus robur). Kronendurchmesser 13 m                | Seltenheit, Eigenart, Größe, Landschaftsbild | 664-47 |
| BW                                      | Eiche 9 (Bahnhof)            | Wiesenburg, (52° 5′ 59,9″ N, 12° 26′ 34,1″ O) | Stiel-Eiche (Quercus robur). Kronendurchmesser 20 m                | Seltenheit, Eigenart, Größe, Landschaftsbild | 664-48 |
| BW                                      | Blut-Buche                   | Wiesenburg, (52° 5′ 58,8″ N, 12° 26′ 25″ O) | Blut-Buche (Fagus sylvatica var. rubra). Kronendurchmesser 19 m    | Seltenheit, Eigenart, Größe, Landschaftsbild | 664-49 |
| BW                                      | Douglasie                    | Wiesenburg, (52° 5′ 59,1″ N, 12° 26′ 28,4″ O) | Douglasie (Pseudotsuga menziesii). Kronendurchmesser 12 m          | Seltenheit, Eigenart, Größe, Landschaftsbild | 664-50 |
| BW                                      | Lärche                       | Wiesenburg, (52° 5′ 58,5″ N, 12° 26′ 26,1″ O) | Europäische Lärche (Larix decidua). Kronendurchmesser 10 m         | Seltenheit, Eigenart                         | 664-51 |
| Direkt Bild zu diesem Denkmal hochladen | Lärche                       | Wiesenburg, () | Europäische Lärche (Larix decidua). Kronendurchmesser 10 m         | Seltenheit, Eigenart                         | 664-52 |